# Škoda Karoq
 Škoda Karoq je kompaktní SUV z rodiny automobilů Škoda, nástupce modelu Yeti. Škoda Karoq získal titul Auto roku 2018 v Česku. Vůz je o něco větší než Škoda Kamiq a zároveň menší než Škoda Kodiaq, oproti Kamiqu je určený i mimo města a silnice.

## Název
Škoda Auto si název zaregistrovala na Úřadu průmyslového vlastnictví v květnu 2017. Ten zapadá do záměru značky vytvořit jednotnou koncepci jmen pro svá nová SUV, která budou končit písmenem Q.
Jméno Karoq pochází stejně jako jméno Kodiaq od Aleutů, původních obyvatel jihoaljašského ostrova Kodiak. Jméno KAROQ vzniklo kombinací aleutských slov KAA‘RAQ a RUQ, tedy auto a šíp, který je motivem loga automobilky.

## Vývoj
Vůz je odvozen z koncernového dvojčete Seatu Ateca. Byl vyvíjen v mladoboleslavském vývojovém centru Škoda po dobu 4 let. Během té doby najely testovací vozy 2 miliony kilometrů.

## Popis

### Specifikace

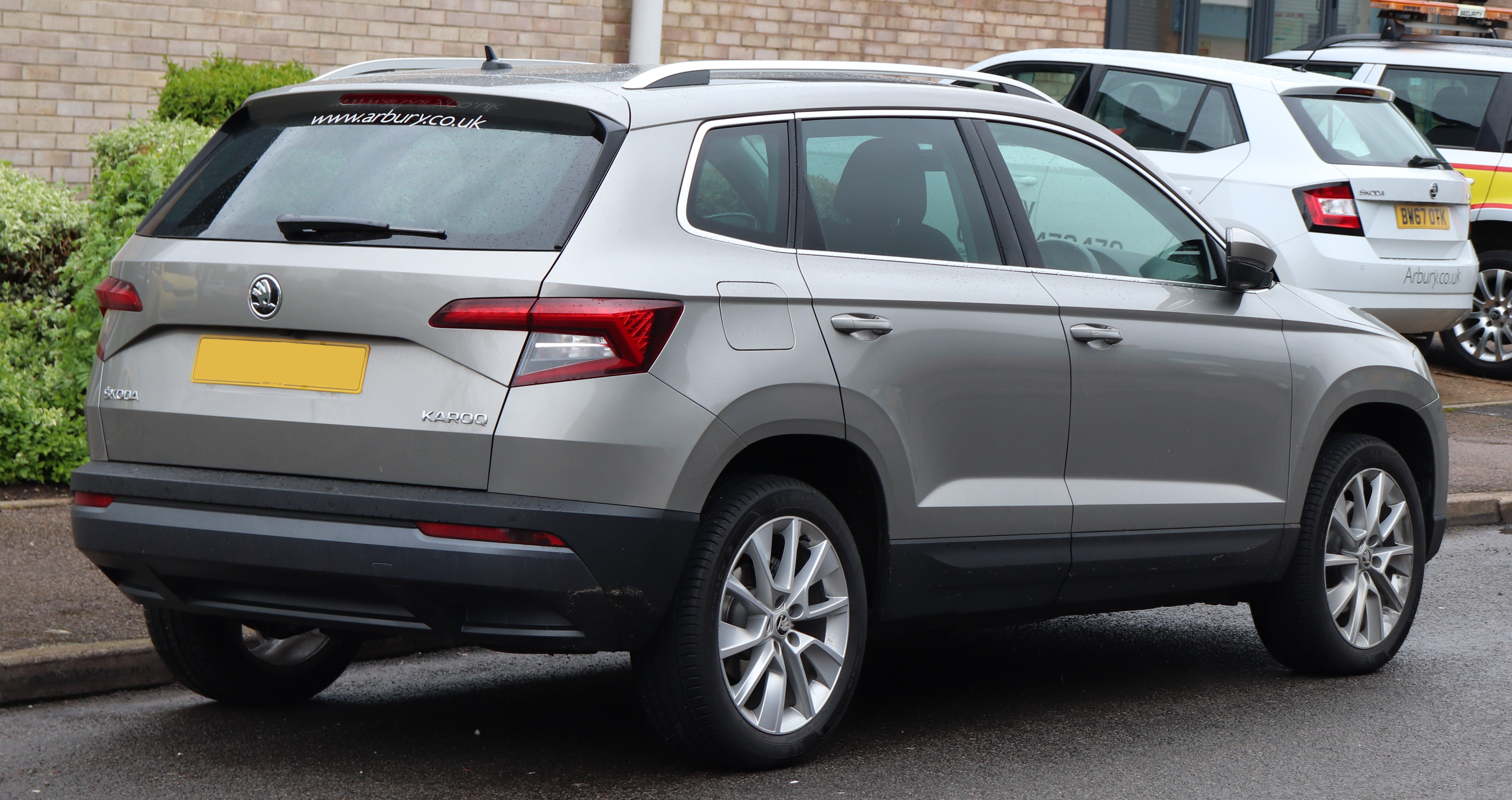
Zadní část vozu

Auto je postavené na koncernové modulární platformě MQB společné také pro vozy Superb, Octavia nebo Kodiaq. Auto dostane benzinové a turbodieslové motory a možnost pohonu všech kol 4×4.

### Motorizace (před faceliftem)
| Motor   | výkon  | Točivý moment                | Převodovka | Spotřeba | Max. rychlost | 0-100 km/h |
| ------- | ------ | ---------------------------- | ---------- | -------- | ------------- | ---------- |
| 1,0 TSI | 85 kW  | 200 Nm při 2000-3500 ot./min | 6°man      |          | 187 km/h      | 10,6 s     |
| 1,0 TSI | 85 kW  | 200 Nm při 2000-3500 ot./min | 7°DSG      |          | 186 km/h      | 10,7 s     |
| 1,5 TSI | 110 kW | 250 Nm při 2000-3500 ot./min | 6°man      |          | 204 km/h      | 8,4 s      |
| 1,5 TSI | 110 kW | 250 Nm při 2000-3500 ot./min | 7°DSG      |          | 203 km/h      | 8,6 s      |

| Motor   | Výkon  | Točivý moment                 | Převodovka | Spotřeba | Max. rychlost | 0–100 km/h |
| ------- | ------ | ----------------------------- | ---------- | -------- | ------------- | ---------- |
| 1,6 TDI | 85 kW  | 250 Nm při 1500–3200 ot./min. | 6°man      |          | 188 km/h      | 10,6 s     |
| 1,6 TDI | 85 kW  | 250 Nm při 1500–3200 ot./min. | 7°DSG      |          | 188 km/h      | 10.9 s     |
| 2,0 TDI | 110 kW | 340 Nm při 1750–3000 ot./min. | 6°man 4x4  |          | 196 km/h      | 8,7 s      |
| 2,0 TDI | 110 kW | 340 Nm při 1750–3000 ot./min. | 7°DSG 4×4  |          | 195 km/h      | 9,3 s      |

### Motorizace (po faceliftu)
| Motor   | Výkon  | Točivý moment                 | Převodovka | Spotřeba | Max. rychlost | 0–100 km/h |
| ------- | ------ | ----------------------------- | ---------- | -------- | ------------- | ---------- |
| 1,0 TSI | 81 kW  | 200 Nm při 2000–3000 ot./min. | 6°man      | 5,8 l    | 191 km/h      | 11,1 s     |
| 1,5 TSI | 110 kW | 250 Nm při 1500–3500 ot./min. | 6°man      | 6,1 l    | 211 km/h      | 8,9 s      |
| 1,5 TSI | 110 kW | 250 Nm při 1500–3500 ot./min. | 7°DSG      | 6,2 l    | 210 km/h      | 9,0 s      |
| 2,0 TSI | 140 kW | 320 Nm při 1500–4100 ot./min. | 7°DSG 4×4  | 7,5 l    | 221 km/h      |            |

| Motor   | Výkon  | Točivý moment                 | Převodovka | Spotřeba | Max. rychlost | 0–100 km/h |
| ------- | ------ | ----------------------------- | ---------- | -------- | ------------- | ---------- |
| 2,0 TDI | 85 kW  | 300 Nm při 1600–2500 ot./min. | 6°man      | 4,7 l    | 193 km/h      | 10,6 s     |
| 2,0 TDI | 85 kW  | 250 Nm při 1500–3250 ot./min. | 7°DSG      | 4,9 l    | 192 km/h      | 11 s       |
| 2,0 TDI | 110 kW | 340 Nm při 1600–3000 ot./min. | 6°man      | 4,9 l    | 210 km/h      | 8,8 s      |
| 2,0 TDI | 110 kW | 360 Nm při 1600–2750 ot./min. | 7°DSG 4×4  | 5,5 l    | 204 km/h      | 8,7 s      |

### Design
Design modelu zapadá do kubistického stylingu značky Škoda, který vytvořil pro Škodu designér Jozef Kabaň, působící ve firmě v letech 2008 až 2017. Přídi vévodí velká maska chladiče. Designový jazyk odpovídá dříve uvedenému modelu Kodiaq.
Vnitřek je na první pohled prostornější než ve Škodě Yeti, děti mohou kvůli vysokým bokům působit „utopeným“ dojmem.

## Srovnání

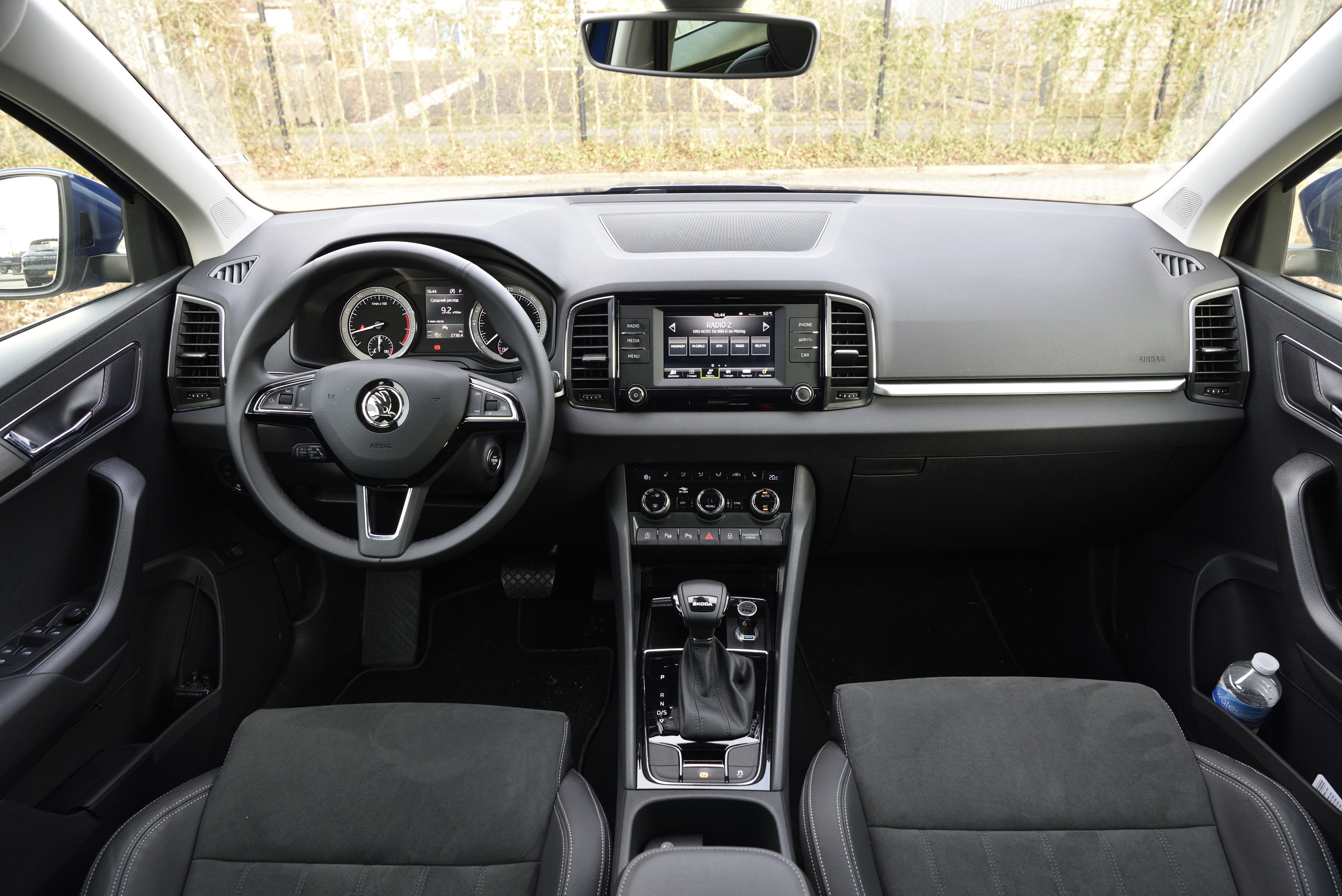
Interiér

### Příbuzné vozy
Oproti svému předchůdci Škodě Yeti je vůz výrazně větší, což je i jedním z důvodů, proč o něm nemluví Škoda jako o druhé generaci. Oproti Yeti je o 160 mm delší, o 35 mm širší a o 40 mm nižší. Rozvor náprav je delší o 60 mm. Vůz je technicky srovnatelný se Seatem Ateca, který je koncernovým dvojčetem vozu. Od něj se ho snažili tvůrci maximálně designově odlišit, zvolili odlišné, komfortnější ladění podvozku a jiná je většina viditelných dílů.

### Konkurence
Škoda chce modelem zacílit více na ženy a vytvořit konkurenci vozům Hyundai Tucson, Kia Sportage, Nissan Qashqai, BMW X1, Opel Mokka nebo Renault Kadjar.

## Výroba
Vůz byl oficiálně veřejnosti představen při speciální akci 18. května 2017 v 19:00 ve Švédsku. Auto se začalo vyrábět v 30. týdnu roku 2017 na přelomu června a července v Kvasinách na stejné lince jako Seat Ateca. Prodávat se začalo na podzim roku 2017. Jelikož automobilka nestíhala uspokojit poptávku, vůz se začal vyrábět i v Mladé Boleslavi a mezi lety 2018–2019 se vyráběl i v německém Osnabrücku.